# Zaláta
Zaláta è un comune dell'Ungheria di 295 abitanti (dati 2008) situato nella contea di Baranya, regione Transdanubio Meridionale